# Corporação de Radiodifusão Etíope
ETV (em amárico: ኢትዮጵያ ብሮድካስቲንግ ኮርፖሬሽን; transliterado: Itiyop’iya Birodikasitīnigi Koriporēshini) é um canal de televisão que pertence ao governo da Etiópia. É o único canal de televisão do país porque a existência de mídia privada é proibida. A sua programação inclui notícias, desporto, música e entretenimento. É transmitido em três línguas etíopes (amárico, oromo e tigrínia), bem como em inglês. Alguns segmentos de notícias são transmitidos em outros idiomas, como somali, afar e harari.
A ETV tem vários programas de entretenimento, como o Ethiopian Idol, que é bastante semelhante ao American Idol, mas acrescenta habilidades de dança. Nos últimos anos, a ETV transmite alguns jogos semanais de algumas ligas de futebol europeias, bem como jogos internacionais. A ETV transmite seus programas em 4 estações de satélite. A sua programação inclui notícias, desporto, música e entretenimento. A maior parte da programação é transmitida em amárico, uma das cinco línguas oficiais da Etiópia.

## História
A ETV foi criada por ordem do imperador Haile Selassie, em 1964, com a ajuda da empresa britânica Thomson. Foi criado para transmitir a cimeira da Organização da Unidade Africana (OUA) que teve lugar em Adis Abeba nesse mesmo ano. As transmissões de cor começaram em 1982, em comemoração à fundação do Partido dos Trabalhadores da Etiópia. A estrutura atual da ETV foi estabelecida em 1987 com o Proclamation 114/87.

## Canais de televisão
A ETV tem dois canais que são transmitidos na Etiópia:
| Canal         | Descrição |
| ------------- | --- |
| ITiVi Zena    | Principal canal de notícias com cobertura 24 horas, com conteúdos sobre cultura, política, documentários e economia. Transmitido principalmente em amárico, com exceção de alguns segmentos de notícias que são transmitidos em outros idiomas.                                                          |
| ITiVi Qwanqwa | Canal secundário, que se concentra em notícias nos vários idiomas da Etiópia, juntamente com 3 idiomas internacionais. |
| ITiVi Mäznaňa | Canal de entretenimento, com conteúdo centrado na dramaturgia, bem como em programação de estilo de vida. O canal é mais conhecido por transmitir a primeira comédia da família etíope, Betoch. Este canal também transmite muito conteúdo estrangeiro popular, incluindo novelas e filmes de Hollywood. |

## Canais de rádio
A ETV é constituída pelas seguintes estações de rádio:
| Estação           | Descrição                                                                           |
| ----------------- | ----------------------------------------------------------------------------------- |
| Bəherawi Rediyo   | Transmitido principalmente em amárico, oromo, tigrínia, somali e afar.              |
| EfiEmi Adīsi 97.1 | Transmitido principalmente em amárico.                                              |
| EfiEmi 104.7      | Transmitido em inglês, francês (11h-14h, hora local) e árabe (14h-15h, hora local). |

## Outros provedores
A radiodifusão etíope é dividida em setor público, comercial e municipal. No setor de radiodifusão pública, além da ETV, há programas regionais, incluindo programas educacionais especiais. Além disso, existem cerca de 20 estações comerciais de televisão e mais de 10 estações de rádio comerciais, bem como numerosas pequenas estações de rádio comunitárias.
Das organizações filiadas, incluem-se:
- OBN[1][11][12]
- Addis TV
- Amhara TV[13]
- Tigray TV
- Somali TV
- Dire TV
- Debub TV
- Harar TV
- Afar TV